# Saadia Gaon
Saadia Gaon, geboren als Saadia ben Joseph, (Fajoem, 892 - Sura (Babylonië), 942) was een belangrijk joods filosoof en vermaard rabbijn.
Hij werd geboren in Egypte. In 928 werd hij Gaon of hoofd van de Israëlitische hogeschool te Sura bij Babylon, en overleed aldaar in 942.
Hij bezat een uitgebreide kennis en schreef in het Arabisch een Geloofs- en zedenleer, die door Juda ibn Tibbon (1160) in het Hebreeuws werd vertaald. Saadia Gaon vertaalde de Pentateuch in het Judeo-Arabisch. Die vertaling werd in in 1546 opgenomen in de Constantinopel polyglot. In de zeventiende eeuw werd die tekst in een naar het Arabisch alfabet getranscribeerde vorm opgenomen in zowel de Parijse polyglotbijbel als de Londense polyglotbijbel.    

## Referentie
- art. Saadia Gaon, in A. Winkler Prins (ed.), Geïllustreerde encyclopaedie: woordenboek voor wetenschap en kunst, beschaving en nijverheid, XIII, Rotterdam, 18872, p. 161.